# فیلیپ نیم
فیلیپ نیم (انگلیسی: Philip Neame; زاده ۱۲ دسامبر ۱۸۸۸ – درگذشته ۲۸ آوریل ۱۹۷۸) فرد نظامی و تیرانداز اهل بریتانیا بود.
وی همچنین برندهٔ جوایزی همچون لژیون دونور شده‌است.